# 星野甚右衛門
星野 甚右衛門（甚右衞門、ほしの じんうえもん、1866年（慶応元年12月） - 1919年（大正8年）2月12日）は、日本の政治家、衆議院議員（1期）。

## 経歴
出雲国神門郡鵜鷺村(のち島根県簸川郡大社町、現・出雲市)生まれ。漢学と数学を修め、上京し、1883年、東京英学校に入り、のち、東京専門学校に入り、1890年に政治学科を卒業する。農業を営む。鵜鷺村会議員、簸川郡会議員、島根県会議員、徴兵参事員となる。また、星野(合)業務担当人、松江米穀株式取引所理事長、簸川銀行、山陰生命保険、松江造船各取締役、出雲商業銀行頭取を務めた。
1898年8月の第6回衆議院議員総選挙において島根1区から無所属で立候補して当選する。衆議院議員を1期務め、1902年の第7回衆議院議員総選挙は不出馬。1919年に死去した。